# John Brandes
John Wesley Brandes (Fort Riley, 2 aprile 1964) è un ex giocatore di football americano statunitense che ha giocato nel ruolo di tight end nella National Football League (NFL). Al college giocò a football alla Cameron University.

## Carriera professionistica
Dopo non essere stato scelto nel Draft NFL 1987, Brandes firmò con gli Indianapolis Colts con cui rimase fino al 1989. Nel 1990  firmò coi Washington Redskins, con cui disputò tre stagioni e nel 1991 vinse il Super Bowl XXVI battendo i Buffalo Bills. L'ultima stagione della carriera la passò con i San Francisco 49ers nel 1993.

## Palmarès

### Franchigia
- Super Bowl : 1

Washington Redskins: XXVI
- National Football Conference Championship: 1

Washington Redskins: 1991

## Statistiche
| Partite totali | 90 |
| Yard ricevute  | 35 |
| Touchdown      | 0  |